# Thong Song
Thong Song è un singolo del cantautore statunitense Sisqó, pubblicato il 15 febbraio 2000 come secondo estratto dal suo primo album in studio da solista Unleash the Dragon.

## Descrizione
Il brano è stato scritto da Mark Andrews, Tim Kelley, Bob Robinson, Desmond Child e Robi Rosa ed è stato prodotto da Tim & Bob, duo di produttori e autori composto da Kelley e Robinson. Child e Rosa sono invece accreditati perché il brano contiene interpolazioni tratte dalla canzone Livin' la vida loca (1999), interpretata da Ricky Martin.
La composizione degli archi nel brano è invece ispirata al brano Eleanor Rigby dei Beatles e in particolare alla cover di Wes Montgomery.
Un remix del brano, dal titolo Thong Song Uncensored, vede la collaborazione della rapper Foxy Brown.

## Video musicale
Il videoclip della canzone è ambientato a Miami. Esso è stato diretto da regista coreano-statunitense Joseph Kahn e vede la partecipazione degli altri membri del gruppo Dru Hill oltre a Sisqó, di Method Man & Redman, Ja Rule e LL Cool J.
Il video della versione alternativa con Foxy Brown è stato invece diretto da Little X e ha visto partecipare, con un cameo, il wrestler Big Show.
Nel 2017 è stato pubblicato un remake del video e della canzone, realizzato con il trio di produttori norvegese JCY.

## Tracce
CD Maxi
1. Thong Song (Radio Edit) – 3:30
2. Thong Song (Artful Dodger Remix) – 5:40
3. Thong Song (Instrumental) – 4:11

- Extras: Thong Song (Video)

## Classifiche

### Classifiche settimanali
| Classifiche (2000) | Posizione massima |
| ------------------ | ----------------- |
| Australia          | 2                 |
| Belgio (Fiandre)   | 15                |
| Belgio (Vallonia)  | 5                 |
| Francia            | 15                |
| Germania           | 15                |
| Italia             | 20                |
| Norvegia           | 3                 |
| Nuova Zelanda      | 1                 |
| Paesi Bassi        | 3                 |
| Regno Unito        | 3                 |
| Stati Uniti        | 3                 |
| Svezia             | 8                 |
| Svizzera           | 8                 |

### Classifiche di fine anno
| Classifica (2000) | Posizione |
| ----------------- | --------- |
| Australia         | 23        |
| Belgio (Fiandre)  | 68        |
| Belgio (Vallonia) | 15        |
| Francia           | 55        |
| Paesi Bassi       | 26        |
| Svezia            | 50        |
| Svizzera          | 49        |